# 大島綾華
大島 綾華（おおしま あやか、2003年1月31日 - ）は、日本将棋連盟所属の女流棋士。女流棋士番号は74。広島県広島市出身。森信雄門下。

## 棋歴

### 女流棋士になるまで
小学6年生のとき、双子の弟と父が将棋を指してるのを見て、自分もやりたくなり、父から教わった。何十分も考えて熱中してるのを見た父が将棋道場に連れて行き、弟と共に通うようになった。
中学2年生のとき、初めて全国大会に出場した際、予選を抜けて本戦一回戦で野原未蘭と対戦した。熱戦だったが最終盤、7手詰めが見えながら受けに回り頓死した。その光景が頭から離れず、以来、将棋に本格的に打ち込むようになった。
2016年11月、関西研修会にD2で入会。
中学生から奨励会を目指していた。そのためアマチュア棋戦に参加することはあまりなく、高校2年生のときには通信制のN高に転校し、研修会を休むことも度々であった。
奨励会試験では年齢規定により高校2年生（2019年）のときは5級、高校3年生（2020年）のときは4級を受験し、それぞれ一次試験を通過したが、二次試験で不合格となった。二次試験は奨励会員と1日に3局指し、1勝すれば通過することができるシステムである。2020年の最終局では敗勢の局面から入玉を果たし、一転してチャンスを掴みかけるも、相手玉に入玉を許し持将棋となった。
19時10分に始まった指し直し局も激闘となり、22時まで戦い抜いたが、最後は力尽き無念の投了となった。これにより奨励会への入会を諦めることになった。
2021年3月、4年半ほど在籍した研修会で既定の成績をクリアしてB2に昇級、2021年5月1日付で女流2級として関西所属の女流棋士となった。

### 女流棋士として
2021年6月26日、第15期マイナビ女子オープン一斉予選で武富礼衣に勝ち本戦入りを決めたことにより、女流1級に昇級した。
2024年3月4日、第17期マイナビ女子オープンで北村桂香に勝ち、西山朋佳女王への挑戦権を獲得。同時に女流二段に昇段した。
五番勝負では0勝3敗のストレートで敗北した。

## 棋風
居飛車党。

## 人物・エピソード
- 子どもの頃は格闘技に憧れがあり、小学1年生から5年生まで少林寺拳法を習っていた[3]。
- 学校法人角川ドワンゴN高等学校卒業[1]
- 2019年の奨励会試験では、勝ったほうが一次試験通過という1局で磯谷祐維と対戦し、5回の千日手の末[7]、勝利した。
- 2021年11月8日、第2期女流順位戦D級2回戦で貞升南と対戦し、二歩で反則負けした[8]。結果的には、この対局に勝っていれば貞升に代わりC級への昇級を果たせていたため、痛恨の二歩となった。

## 昇段・昇級履歴
研修会
- 2016年11月00日 - 関西研修会 入会（D2クラス）
- 2021年03月28日 - 関西研修会 B2に昇級（女流2級資格）

女流棋士
- 2021年05月01日 - 女流2級 = プロ入り [1]
- 2021年06月26日 - 女流1級（マイナビ女子オープン本戦入り）[5]
- 2022年04月01日 - 女流初段（年度指し分け以上・8勝以上／2021年度13勝8敗）[9]
- 2024年03月04日 - 女流二段（タイトル挑戦〈女王〉、女流通算56勝26敗）[10][11][12]

## 主な成績

### タイトル戦
タイトル戦登場
- 女王 - 2024年(第17期)

登場回数 1回、獲得 0回

### 棋戦成績
| 女流タイトル戦         |                                                                                            |
| - 白玲戦・女流順位戦   | - 0第5期 C級15位 ／ 過去最高 C級17位（3勝5敗、第4期）                                      |
| - 清麗戦               | - 0第7期 予選敗退（1勝、再挑戦0勝） ／ 過去最高 予選 2勝（再挑戦2勝、第6期）               |
| - マイナビ女子オープン | - 第18期 本戦敗退（1勝） ／ 過去最高 五番勝負 0勝3敗（第17期）                             |
| - 女流王座戦           | - 第14期 一次予選敗退（1勝） ／ 過去最高 本戦 0勝（第13期）                                |
| - 女流名人戦           | - 第52期 リーグ序列6位（進行中） ／ 過去最高 女流名人リーグ 4勝5敗（6位・序列7位、第51期） |
| - 女流王位戦           | - 第36期 リーグ 3勝2敗・残留 ／ 過去最高 リーグ 4勝1敗・残留（第35期）                     |
| - 女流王将戦           | - 第47期 予選敗退（0勝） ／ 過去最高 本戦 0勝（第46期）                                    |
| - 倉敷藤花戦           | - 第33期 トーナメント敗退（0勝） ／ 過去最高 トーナメント1勝（第30期-第32期）              |

| 女流一般棋戦              |                                     |
| - YAMADA女流チャレンジ杯0 | - 過去最高 トーナメント1勝（第7回） |

### 在籍クラス
| 2022 | 2 |  |  |  |     | D26 | 5-3 |
| 2023 | 3 |  |  |  |     | D12 | 7-1 |
| 2024 | 4 |  |  |  | C17 |     | 3-5 |
| 2025 | 5 |  |  |  | C15 |     |     |
| 女流順位戦の 枠表記 は挑戦者。右欄の数字は勝-敗(番勝負/PO含まず)。 順位戦の右数字はクラス内順位 ( x当期降級点 / *累積降級点 / +降級点消去 ) |   |  |  |  |     |     |     |

### 年度別成績
| 年度             | 対局数 | 勝数 | 負数 | 勝率   | (出典) | 通算成績 | 通算成績 | 通算成績 | 通算成績 | 通算成績 |
| ---------------- | ------ | ---- | ---- | ------ | ------ | -------- | -------- | -------- | -------- | -------- |
| 2021年度         | 21     | 13   | 8    | 0.6190 | [ 13 ] | 対局数   | 勝数     | 負数     | 勝率     | (出典)   |
| 2022年度         | 25     | 15   | 10   | 0.6000 | [ 14 ] | 46       | 28       | 18       | 0.6086   | [ 15 ]   |
| 2023年度         | 41     | 32   | 9    | 0.7804 | [ 16 ] | 87       | 60       | 27       | 0.6896   | [ 17 ]   |
| 2024年度         | 37     | 15   | 22   | 0.4054 | [ 18 ] | 124      | 75       | 49       | 0.6048   | [ 19 ]   |
| 2021-2024 (小計) | 124    | 75   | 49   | 0.6048 | [ 19 ] |          |          |          |          |          |
| 通算             | 124    | 75   | 49   | 0.6048 | [ 19 ] |          |          |          |          |          |
| 2024年度まで     |        |      |      |        |        |          |          |          |          |          |

| 年度         | 対局数 | 勝数 | 負数 | 勝率   | (出典) |
| ------------ | ------ | ---- | ---- | ------ | ------ |
| 2024年度     | 5      | 1    | 4    | 0.2000 | [ 20 ] |
| 通算         | 5      | 1    | 4    | 0.2000 | [ 19 ] |
| 2024年度まで |        |      |      |        |        |